# Ambassis interrupta
Ambassis interrupta är en fiskart som beskrevs av Pieter Bleeker 1852. Ambassis interrupta ingår i släktet Ambassis och familjen Ambassidae. IUCN kategoriserar arten globalt som livskraftig. Inga underarter finns listade i Catalogue of Life.

## Bildgalleri

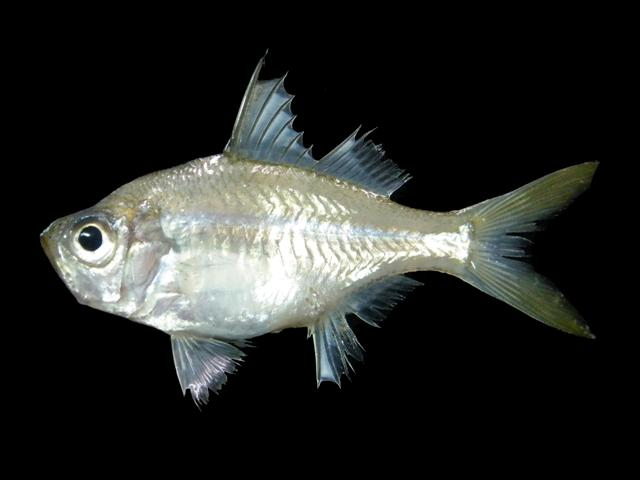
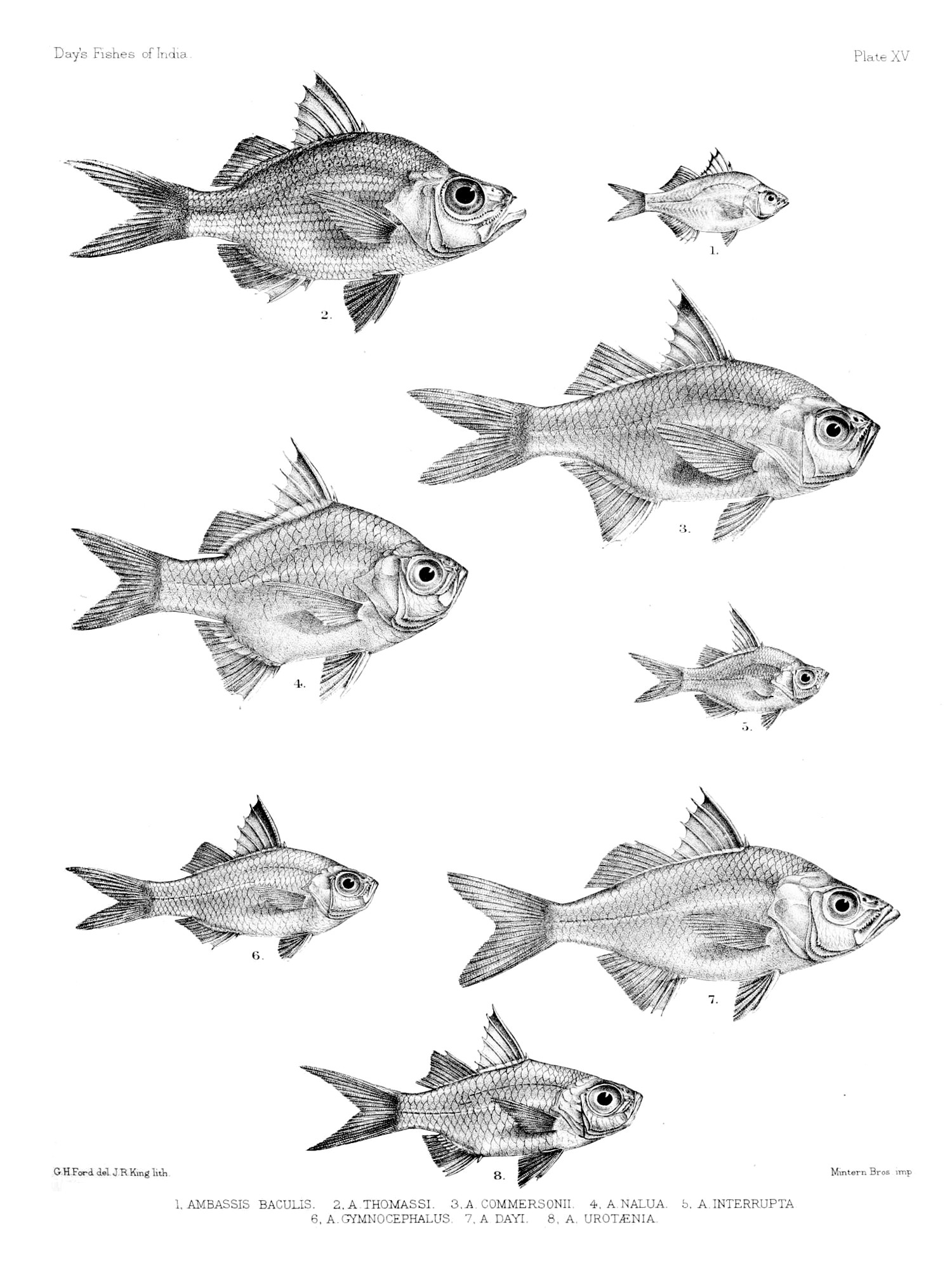